# سفيرويرالسك
سفيرويرالسك (بالروسية: Североуральск) هي إحدى مدن روسيا في الكيان الفدرالي الروسي سفيردلوفسك أوبلاست.